# Distremocephalus opaculus
Distremocephalus opaculus là một loài bọ cánh cứng trong họ Phengodidae. Loài này được Horn miêu tả khoa học năm 1895.